# Мора МакЛафлін
Мора МакЛафлін (англ. Maura McLaughlin) — професор астрофізики в Університеті Західної Вірджинії в Моргантауні, Західна Вірджинія. Вона має ступінь бакалавра наук Університету штату Пенсільванія та ступінь доктора філософії Корнельського університету. Вона відома своєю роботою з досліджень гравітаційних хвиль і своєю відданістю Пульсарній пошуковій лабораторії. У 2021 році вона стала Провідним членом Американського фізичного товариства. У 2023 році отримала [[премію Шао]].

## Молодість і освіта
У 1994 році вона здобула ступінь бакалавра наук з астрономії та астрофізики в Університеті штату Пенсільванія. Вона здобула ступінь доктора філософії. в астрономії та космічних науках Корнельського університету у 2001 році. Зараз МакЛафлін є професором астрономії та фізики в Університеті Західної Вірджинії. МакЛафлін одружена з Дунканом Лорімером, професором фізики також в Університеті Західної Вірджинії, з яким вона має трьох дітей.

## Робота
Маклафлін проводить дослідження пульсарів за допомогою телескопа Грін-Бенк і обсерваторії Аресібо.

## Нагороди
- Нагорода Коттрела
- Стипендія Альфреда П. Слоуна
- Нагорода програми PIRE[9]
- Провідний член Американського фізичного товариства[6]
- У 2023 році вона отримала премію Шоу з астрономії.[10]